# Evans (Georgia)
Evans è una città degli Stati Uniti d'America, classificata come CDP e situata nello Stato della Georgia, nella contea di Columbia.